# Sonnentempel (Ollantaytambo)

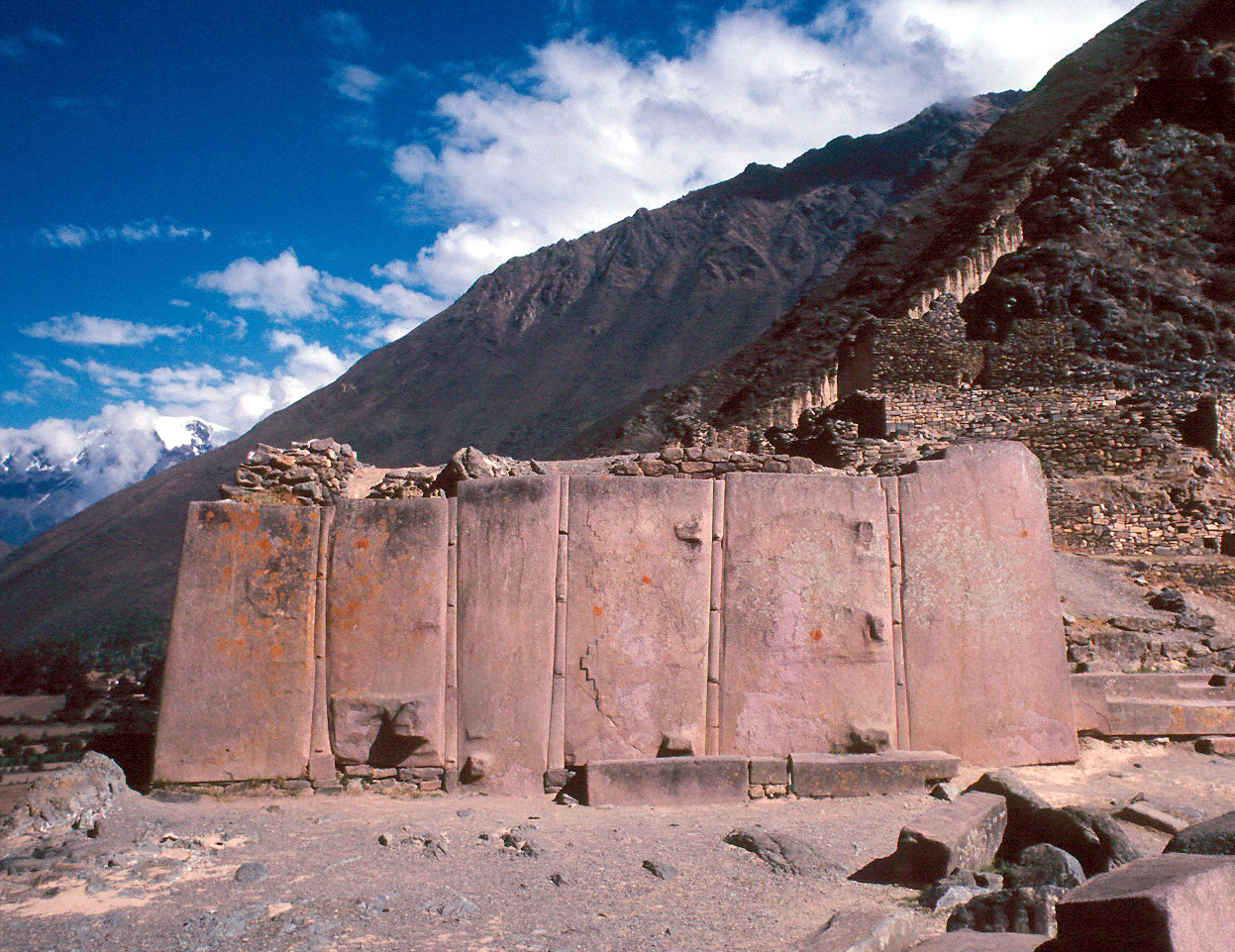
Mauer der sechs Monolithen; die Steine, die einst die Mauer krönten, liegen teilweise heute vor der Mauer

Bei den Ruinen des sogenannten Sonnentempels handelt es sich um die Überreste einer Monumentalstruktur im Tempelsektor der archäologischen Stätte Ollantaytambo im heutigen Peru.

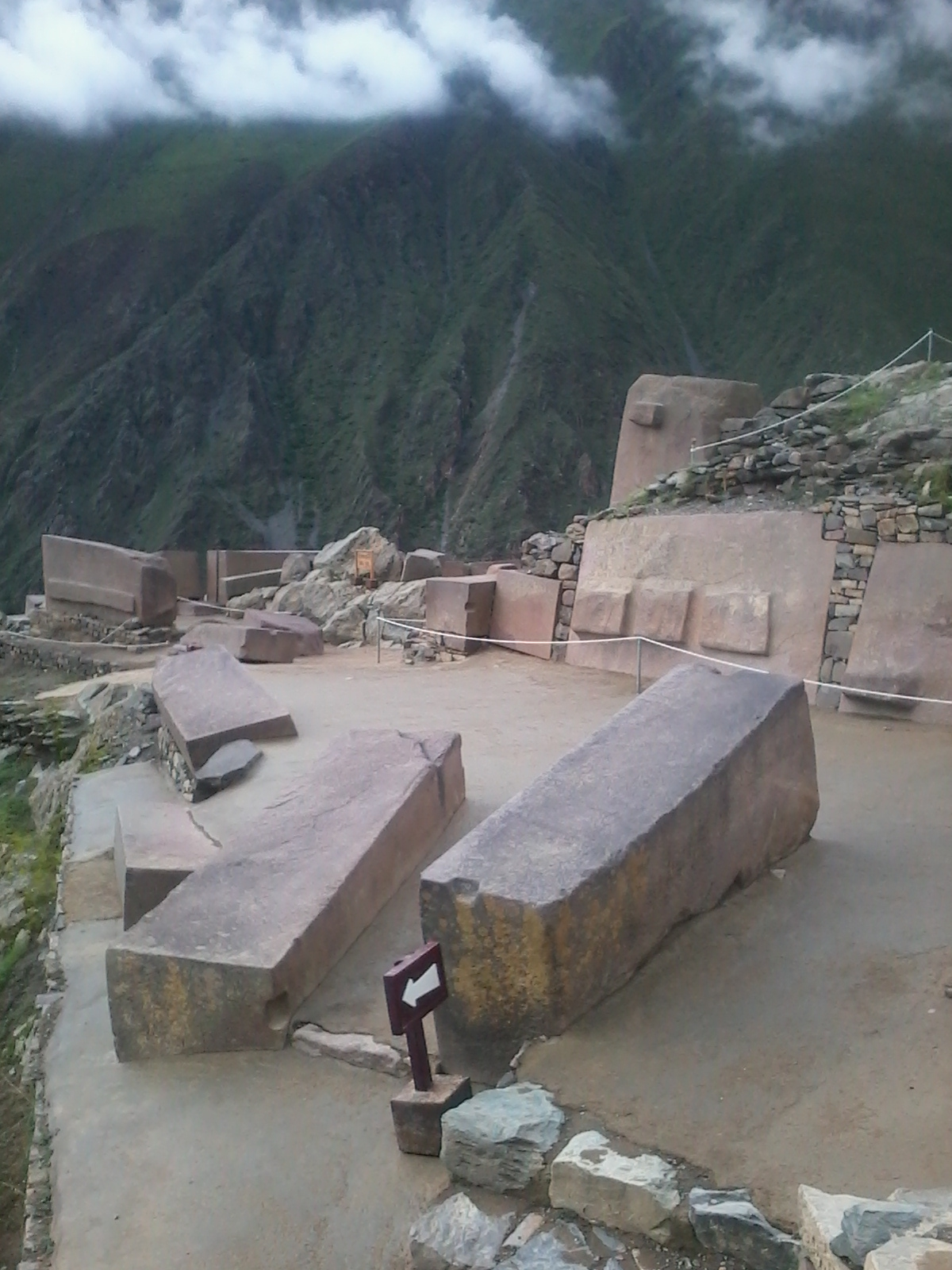
Von den Inka recycelte Blöcke

## Geschichte
Eine Zeichnung der „Mauer der sechs Monolithen“ von Johann Moritz Rugendas vom Dezember 1843 oder 1844 zeigt, dass einst eine zusätzliche Steinreihe die Mauer genau dort krönte, wo man heute ihre Eindrücke findet.
Heinrich Ubbelohde-Doering bemerkte Ähnlichkeiten zwischen Ollantaytambos sogenanntem Sonnentempel und Tiwanakus Pumapunku.

## Blöcke und Noppen
Das ausgewählte Material des Sonnentempels ist rosafarbener Rhyolith.
An den Monolithen der Mauer der sechs Monolithen sind die typischen Noppen zu sehen, die zumeist auf glatten Oberflächen von Steinquadern anzutreffen sind. Diese Noppen werden im Allgemeinen als Intiwatanas bzw. „Sonnenuhren“ interpretiert, aber bis heute ist es nicht geklärt, wie solche „Sonnenuhren“ funktioniert hätten. Die Annahme von „Sonnenuhren“ basiert auf der oberflächlichen formalen Ähnlichkeit aller Noppen mit dem berühmten Intiwatana von Machu Picchu. Nennenswerte Beispiele der Noppen würden sich nach Jessica Joyce Christie bei Ollantaytambo finden.

## Galerie

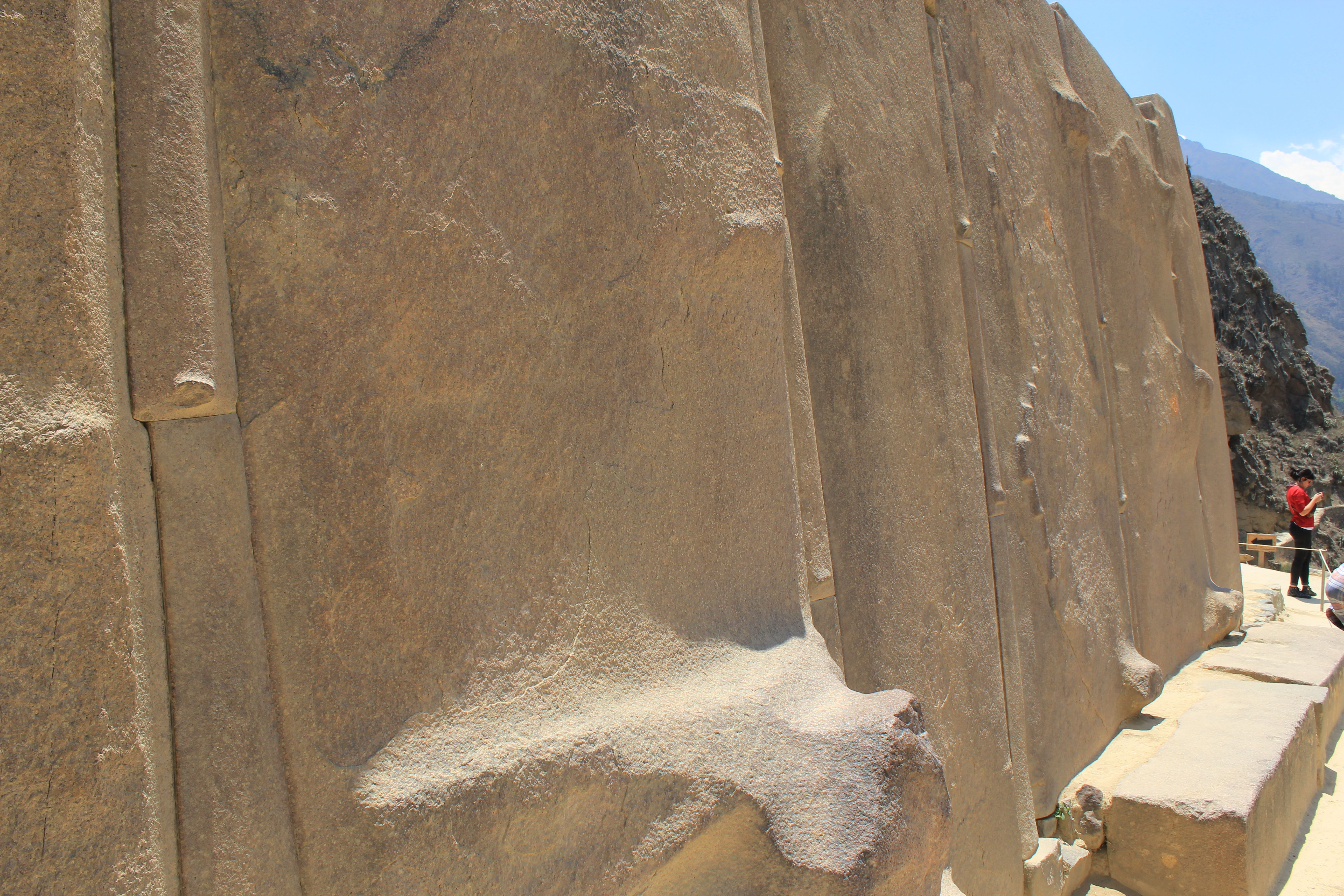
Seitenansicht
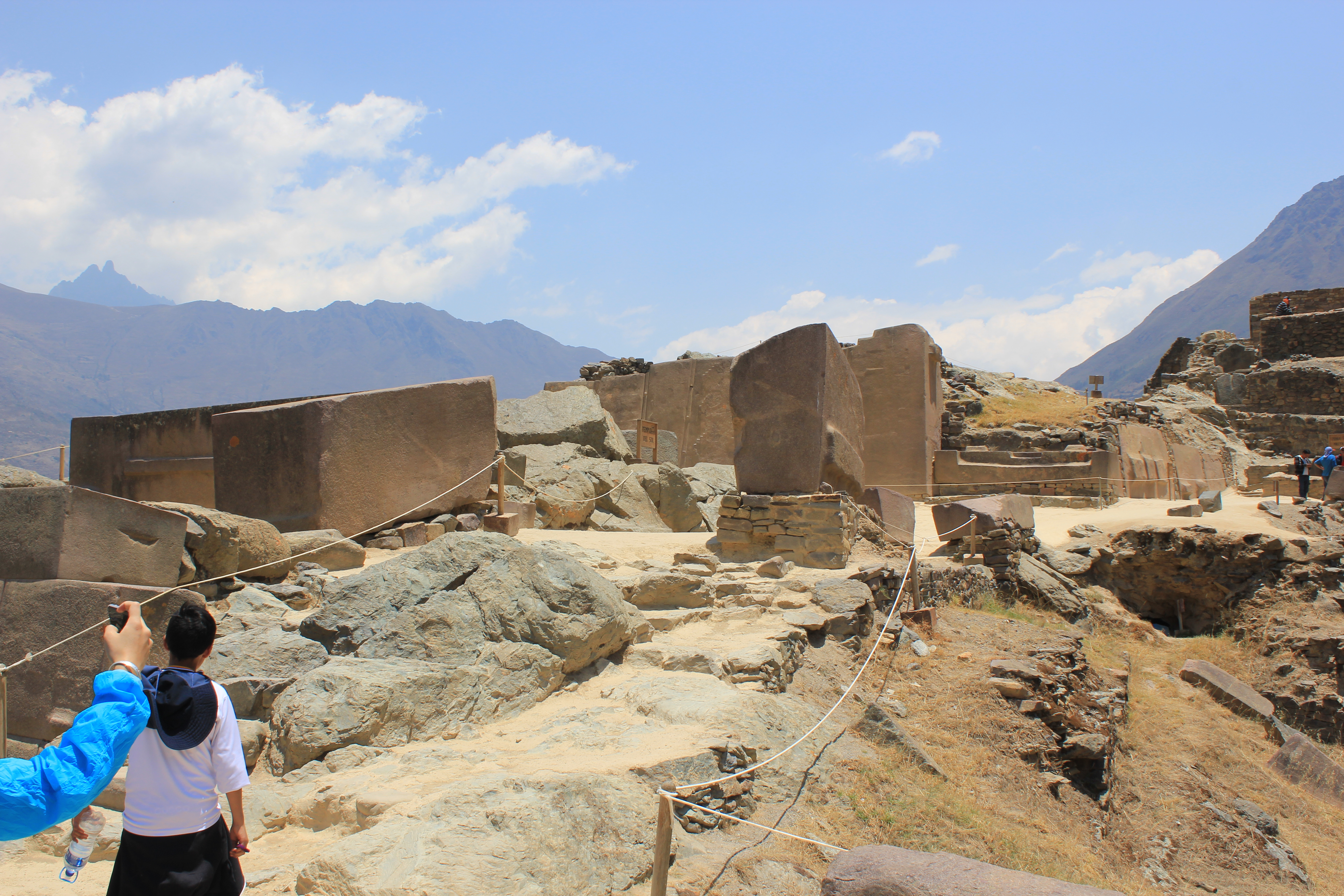
Weg zu der Mauer der sechs Monolithen
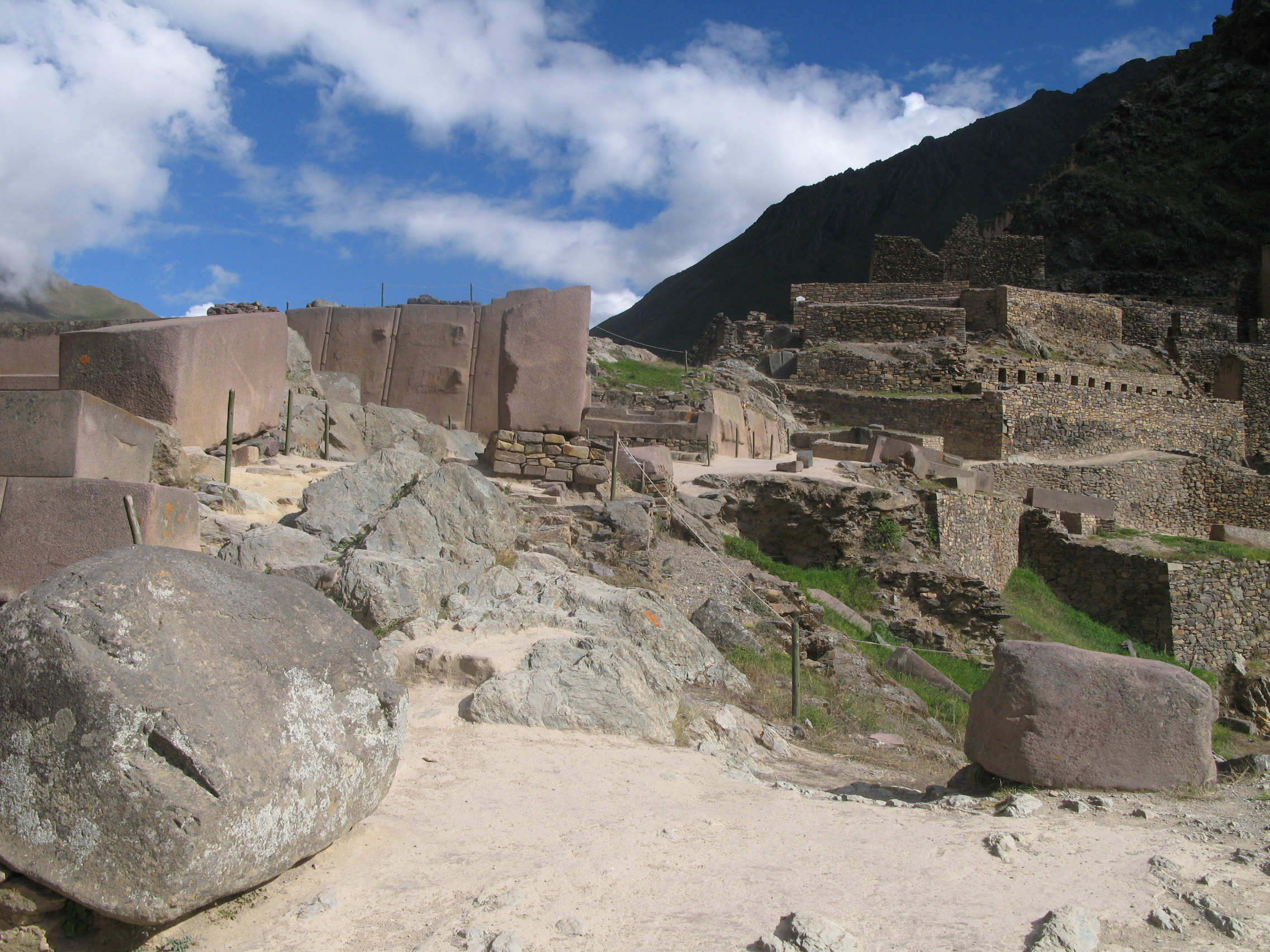
Weg zu der Mauer der sechs Monolithen
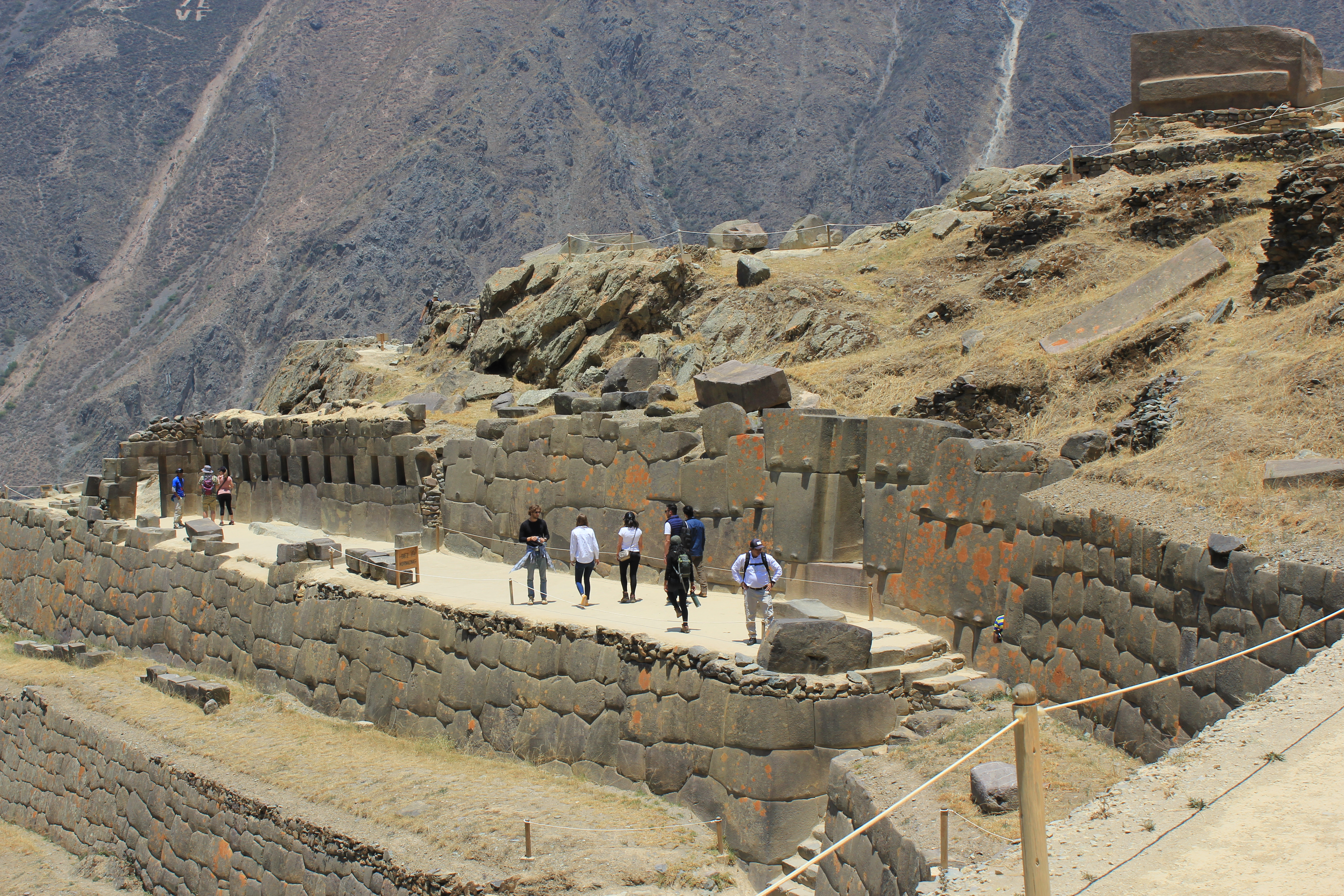
Weg zu der Mauer der sechs Monolithen
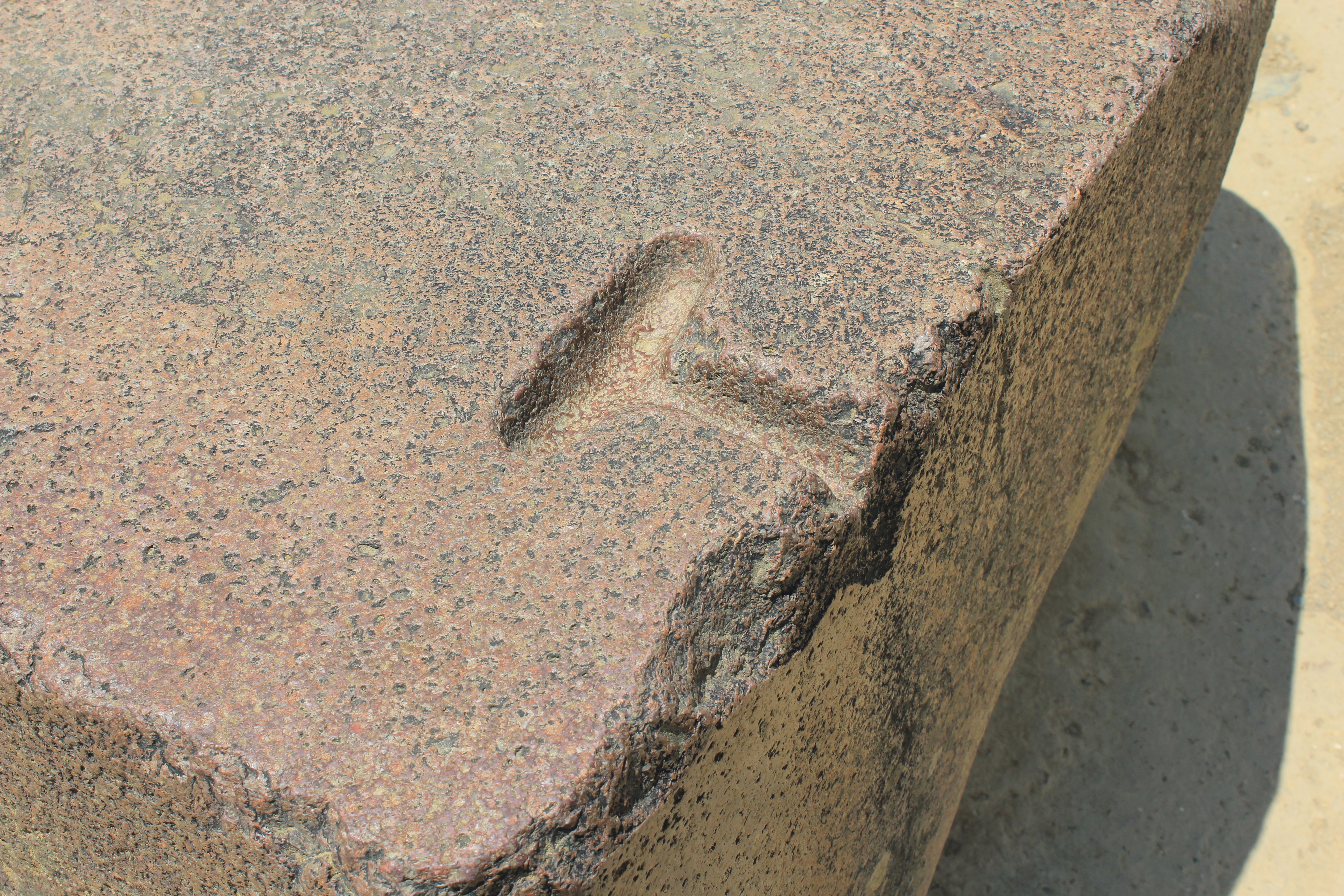
T-Krampenfassungen, wie sie am häufigsten bei Pumapunku zu finden sind und die kennzeichnend für die Tiwanaku-Kultur sind.